# Hjalmar Krokfors
Hjalmar Eugen Krokfors, född 19 oktober 1904 i Kronoby, död 22 november 1981 i Karis var en finlandssvensk lärare och poet. Hans syster var konstnären Annie Krokfors. 
Krokfors föddes i en jordbrukarfamilj och utexaminerades som folkskollärare från seminariet i Nykarleby. Han var verksam som folkskollärare i Österbotten åren 1926-1950 och därefter som lärare i religion och psykologi i Pargas svenska samskola 1950-1968. År 1936 gifte sig Hjalmar Krokfors med läraren och författaren Viola Renvall. 
I sina första diktsamlingar var Krokfors påverkad av Elmer Diktonius. Det kristna temat är genomgående i alla hans verk och tillsammans med sin maka Viola Renvall är han den främsta uttalat kyrkliga skalden i det svenska Finland.

## Verk
- Gränsmark, lyrik. 1937
- Uppbrott, lyrik. 1940
- Före hanegället, lyrik. 1945
- Syn av segel, lyrik. 1949
- Någon ropade, lyrik. 1958
- Nyckeln i din hand, andaktsbok för konfirmander. 1964
- Varför så orolig, lyrik. 1974
- Hav och himmel, lyrik. 1979
- I alla sammanhang, kristen lyrikantologi. 1980 (tillsammans med Viola Renvall)
- Hav och ö, lyrik. 1983
- Obelyst kust, lyrik. 1984